# Ехай! (фильм)
«Ехай!» — российский комедийный фильм 1995 года режиссёра Георгия Шенгелии, снятый по сценарию Алексея Тимма.

## Сюжет
Фильм снят по одноимённой пьесе Нины Садур. Экскаваторщик Пётр Гаврилин осознаёт исчезновение любви из своей жизни, что приводит его к утрате смысла существования. В результате он покидает семью и укладывается на железнодорожные рельсы.

## В ролях
| Актёр               | Роль             |
| ------------------- | ---------------- |
| Владимир Ильин      | Пётр Гаврилин    |
| Татьяна Кравченко   | Люська           |
| Евгений Серов       | Каметов          |
| Лариса Шахворостова | Наталья          |
| Сергей Арцибашев    | Степан Шмариков  |
| Инна Ульянова       | Завьяленко       |
| Сергей Баталов      | Коля             |
| Вадим Захарченко    | Леонид Макарович |
| Елена Бондарева     | роль в эпизоде   |
| Александр Туркин    | роль в эпизоде   |
| Алексей-Хозяин      | роль в эпизоде   |

## Критика
Обозревательница «Вечерней Москвы» Мария Васильева написала: «История трагикомичная и вместе с тем сентиментальная. О том, как люди шаг за шагом обретают надежду и веру в возвращение любви, необходимой каждому из нас, как глоток свежего воздуха». При этом в картине высоко оценивались игра исполнителей главных ролей, «очень колоритной» была названа работа Татьяны Кравченко, а «великолепной» — Владимира Ильина.
Журналист газеты «Известия» Валерий Туровский отмечал: «Владимир Ильин и Татьяна Кравченко, как мало кто умеющие выдерживать природу смешного, играют всё это замечательно точно. Но зачем-то режиссёру и сценаристу Алексею Тимму под занавес потребовалось проторить свою дорогу к храму. Это стало уже общим местом нашего кинематографа — от грязи жизни к свету веры».
В 2001 году кинокритик Татьяна Москвина в своей биографической статье о Владимире Ильине в семитомном издании «Новейшая история отечественного кино. 1986—2000» отмечала: «Не сыгравший пока и десятой доли возможного, Владимир Ильин — природный и народный артист, и не в том суть, что он предельно ограничен в роли зачуханного мужичонки (Ехай!), или косноязычного дурачка-пастуха (Мусульманин), или благороднейшего капитана Мокина (Сибирский цирюльник), или добродушного выпивохи, на все руки мастера (Хочу в тюрьму) … Актёр с чрезвычайно развитым чувством идеального, он измеряет собой разницу человеческой природы и человеческой судьбы с той сердечной отвагой и душевной самозабвенностью, что всегда уводит зрителя куда-то вдаль и прочь от ощущения его актёрского профессионального статуса».